# Bérénice (film, 1968)
Pour les articles homonymes, voir Bérénice.
Pour plus de détails, voir Fiche technique et Distribution.
Bérénice est un film français réalisé en 1966 par Pierre-Alain Jolivet, sorti en 1968.

## Fiche technique
- Titre : Bérénice
- Réalisation : Pierre-Alain Jolivet
- Assistant-réalisateur : Alain Lavalle
- Scénario : Pierre-Alain Jolivet, d'après la tragédie de Jean Racine
- Photographie : Claude Beausoleil
- Musique : André Jolivet
- Son : André Louis
- Montage : Claude Cohen
- Production : C.E.P.C. (Compagnie européenne de production cinématographique)
- Pays d'origine :  France
- Format :  Noir et blanc - 35 mm - Son mono
- Durée : 90 minutes
- Date de sortie : France - 3 janvier 1968[1]

## Distribution
- Anna Gaël : Bérénice
- Bernard Verley : Titus
- Josée Destoop : Phénice
- Jean Lescot : Antiochus
- Jean-Daniel Ehrmann : Paulin
- Daniel Bart : ?
- Marc Moro : ?